# دختر مادر
«دختر مادر» (به انگلیسی: Mother's Daughter) ترانه‌ای از خواننده آمریکایی مایلی سایرس است. این ترانه در ۱۱ ژوئن ۲۰۱۹ به عنوان تک‌آهنگ آغازین دومین آلبوم چندآهنگه وی اون داره میاد (۲۰۱۹) توسط آرسی‌ای رکوردز منتشر شد.

## نماهنگ
نماهنگ این ترانه توسط الکساندر مورس کارگردانی شده‌است. سایرس این نماهنگ را با مفهوم «لایحه مبارزه با سقط‌جنین» در کشورش منتشر کرده‌است. سایرس در این نماهنگ، از لباس‌های پوشیده شده در نماهنگ «اوه!... باز هم دسته‌گل به آب دادم» از بریتنی اسپیرز و «داستان عاشقانه بد» از لیدی گاگا الهام گرفته‌است.